# Encyclopaedia of Mathematics
La Encyclopedia of Mathematics (también EOM y anteriormente Encyclopaedia of Mathematics) es una obra de referencia en matemáticas.

## Descripción general
La versión de 2002 contiene más de 8.000 entradas que cubren la mayoría de las áreas de las matemáticas a nivel de posgrado, y la presentación es de naturaleza técnica. La enciclopedia está editada por Michiel Hazewinkel y fue publicada por Kluwer Academic Publishers hasta 2003, cuando Kluwer se convirtió en parte de Springer. El CD-ROM contiene animaciones y objetos tridimensionales.
La enciclopedia ha sido traducida del soviético Matematicheskaya entsiklopediya (1977) editado originalmente por Iván Vinográdov y ampliado con comentarios y tres suplementos añadiendo varios miles de artículos.
Hasta el 29 de noviembre de 2011, se podía buscar en línea una versión estática de la enciclopedia de forma gratuita. Esta URL ahora redirige a la nueva encarnación wiki de la EOM.

## Encyclopedia of Mathematicswiki
Una nueva versión dinámica de la enciclopedia está ahora disponible como wiki pública en línea. Esta nueva wiki es una colaboración entre Springer y la European Mathematical Society. Esta nueva versión de la enciclopedia incluye todo el contenido de la versión en línea anterior, pero ahora todas las entradas se pueden actualizar públicamente para incluir los avances más recientes en matemáticas. Todas las entradas son controladas para verificar la precisión del contenido por miembros de un comité editorial seleccionado por la Sociedad Matemática Europea.

## Versiones

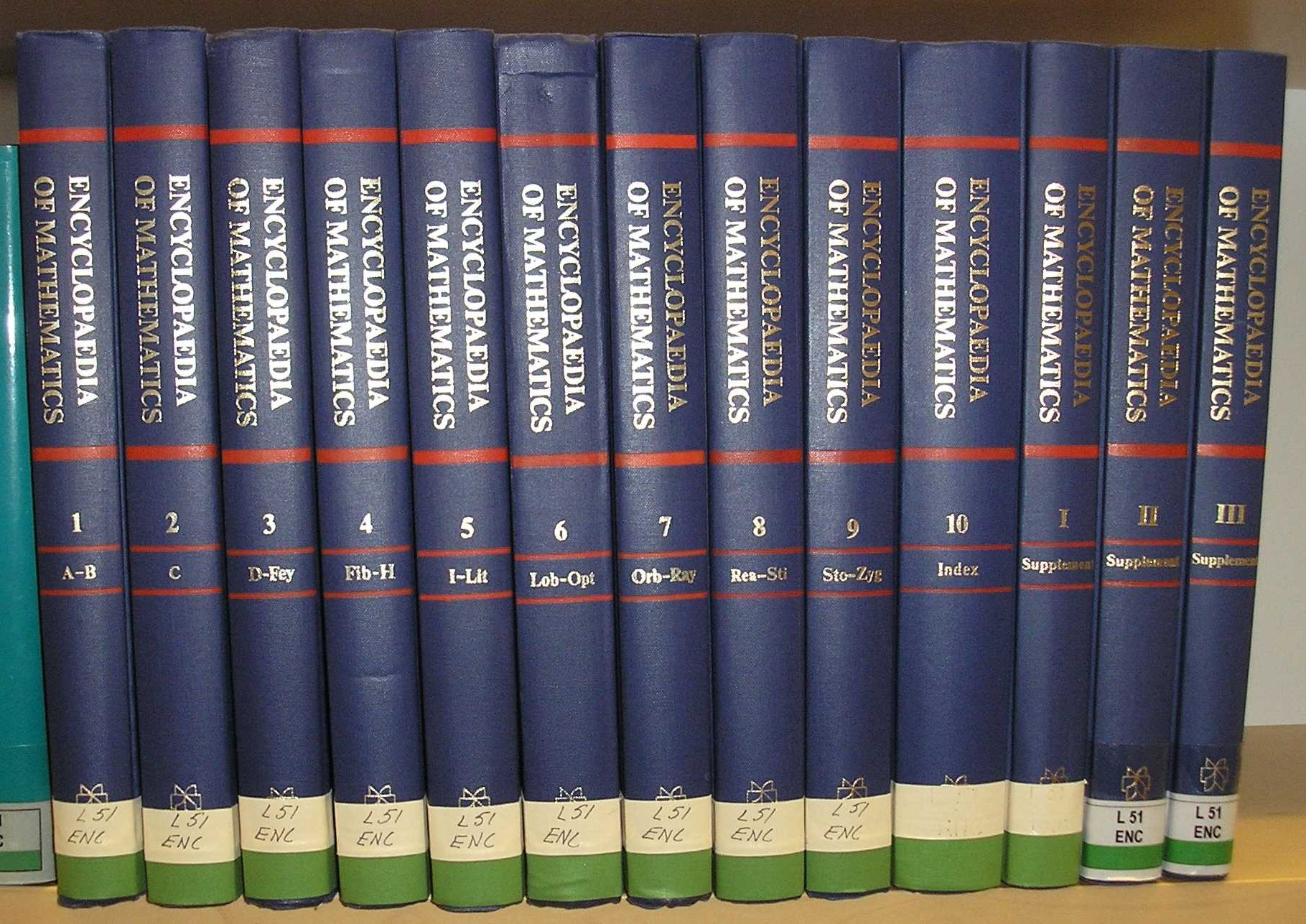
Un juego completo de la Encyclopedia of Mathematics en una biblioteca universitaria.

- Vinogradov, I. M. (Ed.), Matematicheskaya entsiklopediya, Moscow, Sov. Entsiklopediya, 1977.
- Hazewinkel, M. (Ed.), Encyclopaedia of Mathematics (set), Kluwer, 1994 (ISBN 1-55608-010-7).
  - Hazewinkel, M. (Ed.), Encyclopaedia of Mathematics, Vol. 1 (A–B), Kluwer, 1987 (ISBN 1-55608-000-X).
  - Hazewinkel, M. (Ed.), Encyclopaedia of Mathematics, Vol. 2 (C), Kluwer, 1988 (ISBN 1-55608-001-8).
  - Hazewinkel, M. (Ed.), Encyclopaedia of Mathematics, Vol. 3 (D–Fey), Kluwer, 1989 (ISBN 1-55608-002-6).
  - Hazewinkel, M. (Ed.), Encyclopaedia of Mathematics, Vol. 4 (Fib–H), Kluwer, 1989 (ISBN 1-55608-003-4).
  - Hazewinkel, M. (Ed.), Encyclopaedia of Mathematics, Vol. 5 (I–Lit), Kluwer, 1990 (ISBN 1-55608-004-2).
  - Hazewinkel, M. (Ed.), Encyclopaedia of Mathematics, Vol. 6 (Lob–Opt), Kluwer, 1990 (ISBN 1-55608-005-0).
  - Hazewinkel, M. (Ed.), Encyclopaedia of Mathematics, Vol. 7 (Orb–Ray), Kluwer, 1991 (ISBN 1-55608-006-9).
  - Hazewinkel, M. (Ed.), Encyclopaedia of Mathematics, Vol. 8 (Rea–Sti), Kluwer, 1992 (ISBN 1-55608-007-7).
  - Hazewinkel, M. (Ed.), Encyclopaedia of Mathematics, Vol. 9 (Sto–Zyg), Kluwer, 1993 (ISBN 1-55608-008-5).
  - Hazewinkel, M. (Ed.), Encyclopaedia of Mathematics, Vol. 10 (Index), Kluwer, 1994 (ISBN 1-55608-009-3).
  - Hazewinkel, M. (Ed.), Encyclopaedia of Mathematics, Supplement I, Kluwer, 1997 (ISBN 0-7923-4709-9).
  - Hazewinkel, M. (Ed.), Encyclopaedia of Mathematics, Supplement II, Kluwer, 2000 (ISBN 0-7923-6114-8).
  - Hazewinkel, M. (Ed.), Encyclopaedia of Mathematics, Supplement III, Kluwer, 2002 (ISBN 1-4020-0198-3).
- Hazewinkel, M. (Ed.), Encyclopaedia of Mathematics on CD-ROM, Kluwer, 1998 (ISBN 0-7923-4805-2).
- Encyclopedia of Mathematics, wiki público supervisado por un consejo editorial bajo la dirección de la European Mathematical Society.[3]